# Glypta montana
Glypta montana är en stekelart som beskrevs av Dasch 1988. Glypta montana ingår i släktet Glypta och familjen brokparasitsteklar. Inga underarter finns listade i Catalogue of Life.